# El Gitano de Balaguer
Joan Porta i Salse (Balaguer, 1966), més conegut pel nom artístic d'El Gitano de Balaguer, és un controvertit cantautor originari de Balaguer. Les seves lletres solen tractar temes com les drogues i utilitza tant el català com el castellà en les seves cançons.

## Trajectòria
Porta va iniciar la seva afició per la música a l'edat de 12 anys, després de comprar-se la primera guitarra amb els diners guanyats collint fruita, i més endavant tocant temes de Johnny Cash. Als 18 anys va crear el seu primer grup, Mocos Rojos, sota l ainfluència de grups com Kortatu, Eskorbuto i La Polla Records, i coincidint amb la seva època més desfasada. Al cap d'uns anys, el grup es va dissoldre i després d'un període de reflexió vivint com un rodamón a València, i un altre treballant com a mariner a bord d'un iot d'un milionari a Cambrils, Joan Porta, ja amb el nom artístic d'El Gitano de Balaguer va decidir iniciar la seva carrera en solitari.
L'any 1995 va enregistrar la seva primera maqueta en format casset tot i que no va ser fins al 1998 que va ser editada amb el títol de Problemes de nas i produïda per Pediatra Records. Aquell mateix any, Xabier Moreno, locutor de Radio 3, el va descobrir durant un concert a Balaguer i el va convidar a Madrid per a enregistrar algunes de les seves cançons als estudis de l'emissora estatal amb el suport de Jesús Ordovás, director del programa Diario Pop. Aquesta gravació va ser editada en forma de disc compacte amb el nom de Cuando queráis en el que acompanya la lletra només amb la seva guitarra. Uns mesos després, la cançó «Amor perruno» va ser inclosa al recopilatori 20 años de Radio 3 de la mateixa emissora.
L'any 2000, dos temes seus van ser requerits per la banda sonora de la pel·lícula Pau i el seu germà, del director Marc Recha. El film va competir l'any següent al 54è Festival Internacional de Cinema de Canes.
Després de l'èxit del primer disc, el 2001 va viatjar a l'Havana on va enregistrar el seu segon disc La máquina de ensofatar a la discogràfica Egrem juntament amb el grup anomenat el Combo del Marquès de Sàrries. L'any 2005 va enregistrar el seu tercer disc Bufador, amb la discogràfica K Industria Cultural.
El Gitano va presentar la seva candidatura a l'alcaldia de Balaguer a les eleccions municipals de 2011. Amb tal objectiu, va registrar el partit polític El Gitano de Balaguer (EGB), formació política emmarcada en el juantxisme, corrent polític creat pel músic Ariel Santamaria i líder de la Coordinadora Reusenca Independent.
L'onze de novembre de 2011, durant les Festes del Sant Crist de Balaguer, va presentar el seu darrer disc, Diumenge de grams, enregistrat als estudis Track a Track de Corbins i produït per Toni Trash i Poder Freak, i amb la col·laboració del Combo del Marquès de Sàrries.
Fins a l'any 2014, Joan Porta va ser un usuari intermitent de l'Hospital Universitari de Santa Maria com a conseqüència d'un brot esquizofrènic que va patir quan tenia vint anys.

## Discografia
| • Problemes de nas (1998) |
| --- |
| 1. Hechizos de amor 2. Comiendo boquerones 3. Amor perruno 4. Johny el colgao 5. Memoria de un chorizo 6. Me paso al jaco 7. Buscando caracoles 8. La Rebeca 9. La piedra 10. Hazte un flay 11. Juan el Negro |

| • Cuando queráis (1999) |
| --- |
| 1. Amor perruno 2. Que pensara El Lango 3. Johny el colgao 4. Buscando caracoles 5. Me paso al jaco 6. Juan el Negro 7. La granja de flaymobil 8. Era killo y ahora es rocker 9. Mania persecutoria 10. Hazte un fly 11. Hechizos de amor |

| • La máquina de ensofatar (2001) |
| --- |
| Amb la col·laboració del Combo del Marquès de Sàrries 1. Fumate un canuto de esos se al lado del California 2. Pom pom 3. Poca bellota y mucho javali 4. Dr. Celda 5. Hazte un fly 6. Carajillo, canuto y raya 7. Hechizos de amor 8. General Calvis 9. Buscando caracoles 10. Quin detall 11. Que pensara el lango |

| • Bufador (2003) |
| --- |
| Amb la col·laboració del Combo del Marquès de Sàrries 1. La paya 2. Construcciones Apolonio 3. El perico 4. Hincala 5. Colorao 6. Venen els bombers 7. Moskito 8. El boig del parador 9. Mania persecutoria 10. Mecagondeu |

| • Diumenge de grams (2011) |
| --- |
| Amb la col·laboració del Combo del Marquès de Sàrries 1. Cavall 2. No vull aplanar el llom 3. Pericaire 4. Ni per apedregar un gos 5. Soc lo gitano de Balaguer 6. Al barranc dels rucs 7. La tragaperra 8. El ganxo del Minguella 9. Oh senyor 10. Cagarrine 11. Venancio |

| • Grams èxits (2016) |
| --- |
| Disc recopilatori 1. El perico 2. No vull aplanar el llom 3. Poca bellota mucho jabali 4. Soc lo gitano de Balaguer 5. Colorao 6. Hechizos de amor 7. La granja de flaymobil 8. Carajillo, canuto y raya 9. Cavall 10. Quin detall 11. Venen els bombers 12. Pom pom 13. Mecagondeu 14. Pericaire 15. Hazte un fly 16. Era killo y ahora rocker 17. Hazte un canuto de esos de al lado del California 18. La piedra 19. Comiendo boquerones en Texas |